# Fliess Bay
Die Fliess Bay (in Argentinien Caleta Almirante Fliess, in Chile  Bahía Wiegand) ist eine Bucht an der Nordküste der westantarktischen Joinville-Insel. Sie liegt unmittelbar westlich des Fitzroy Point.
Der Name der Bucht erscheint erstmals auf einer argentinischen Landkarte aus dem Jahr 1957. Namensgeber ist Admiral Felipe Fliess (1878–1952), Kommandeur einer Abordnung der argentinischen Streitkräfte auf der Korvette Uruguay zur Rettung der in Not geratenen Schwedischen Antarktisexpedition (1901–1903) unter der Leitung Otto Nordenskjölds. Das UK Antarctic Place-Names Committee übertrug die spanische Benennung am 12. Februar 1964 ins Englische. Namensgeber der chilenischen Benennung ist Korvettenkapitän Jorge Wiegand Lira, Schiffsführer der Lientur bei der 10. Chilenische Antarktisexpedition (1955–1956).